# クヌーズ4世 (デンマーク王)
クヌーズ4世（デンマーク語：Knud 4., 1042年ごろ - 1086年7月10日）は、デンマーク王（在位：1080年 - 1086年）。聖王（den Hellige）とよばれる。野心的な王で、デンマークの君主制を強化しようとし、献身的にローマ・カトリック教会を支持し、イングランド王位を狙った。1086年に反逆者により殺害され、列聖された最初のデンマーク王となった。1101年にローマ・カトリック教会によりデンマークの守護聖人として認められた。

## 生涯

### 生い立ち
クヌーズはデンマーク王スヴェン2世と愛妾の間に1042年ごろに生まれた。クヌーズはスヴェン2世による1069年のイングランド奇襲に参加したとして最初に記録され、『アングロサクソン年代記』には、クヌーズが1075年のイングランドに対する奇襲の指導者の1人であったと記されている。1075年にイングランドから戻るとき、デンマーク艦隊はフランドル伯国に立ち寄った。イングランド王ウィリアム1世に対する敵意のために、フランドルはデンマークと自ずと同盟を結ぶことになった。スカルド詩人カールフル・マナソンによると、クヌーズはセンバーとエスターへの遠征も成功させたという。
スヴェン2世が死去した時、クヌーズの兄ハーラル3世が王に選ばれた。クヌーズはスウェーデンに亡命しており、ハーラル3世に対し積極的に反対運動に関与していた可能性がある。1080年4月17日にハーラル3世が死去し、クヌーズ4世が王位を継承した。王位継承時に、クヌーズはフランドル伯ロベール1世の娘アデルと結婚した。2人の間には1084年に息子シャルル1世が生まれ、クヌーズの死の少し前（1085/6年ごろ）に双子の娘セシリア（エーリク伯と結婚）とインゲギアト（フォルケ肥満公と結婚）が生まれた。インゲギアトの子孫であるビェルボ家は後にスウェーデン王位やノルウェー王位を継承し、オーロフ2世はデンマーク王位にもついた。

### デンマーク王として
クヌーズはすぐに、非常に野心的で敬虔な王であることが明らかになった。クヌーズは教会の権威を高め、教会の祝日を厳粛に守ることを要求した。クヌーズはダルビー、オーデンセ、ロスキレ、ヴィボーの教会、そして特にルンドに多額の寄進を行った。常に教会の擁護者であったクヌーズは、十分の一の徴収を強制しようとした。クヌーズによる教会権力の拡大は強力な同盟者を生み出すことになり、その同盟者はクヌートが権力の地位にいることを支持した。
1085年5月、クヌーズは建設中のルンド大聖堂に手紙を書き、スコーネ、シェラン島およびアマー島の広大な領地を寄進した。また、大聖堂付属学校を創建した。クヌーズは主に、違法な臣下の恩赦の代償として領地を没収した。ルンドの聖職者は領地の特権を与えられ、領内の農民に課税し罰金を科すことができた。一方のクヌーズも、法を犯した者を赦免し、戦争への軍役の呼びかけに応じなかった臣下に罰金を課し、自身の従者のために流罪を求めることができるという一般的な王権を保持し続けた。
クヌーズの治世において、貴族を抑圧し、法を守らせることによって、デンマークの王権を拡大しようとする精力的な試みが行われた。クヌーズは、共有地の所有権、難破船からの商品に対する権利、および外国人と親族の所有物を相続する権利を自身が主張できる勅令を発行した。また、解放奴隷だけでなく、外国人の聖職者や商人を保護するための法律も制定した。これらの政策は、王がそのような権力を主張し、日常生活に干渉されることに慣れていなかった臣下に不満をもたらした。

### イングランド王位への試み
クヌーズの野望は国内だけにとどまらなかった。1035年までイングランド、デンマーク、ノルウェーを統治していたクヌーズ大王の大甥として、クヌーズはイングランド王位は当然自身のものであると考え、イングランド王ウィリアム1世を簒奪者とみなした。1085年、義父のフランドル伯ロベール1世とノルウェー王オーラヴ3世の支援を受けて、クヌーズはイングランド侵攻を計画し、リムフィヨルドに艦隊を招集した。しかし、デンマークとフランドルの両方が対立していた神聖ローマ皇帝ハインリヒ4世の潜在的な脅威に対し、クヌーズがシュレースヴィヒ（神聖ローマ帝国とデンマーク王国の国境地域に存在した公国）で気を取られていたため、艦隊は出航することはなかった。クヌーズは、ハインリヒ4世の敵であるルドルフ・フォン・ラインフェルデンがデンマークに避難を求めていたことから、ハインリヒ4世による侵略を恐れていたからである。
艦隊の兵は、主に収穫期に家に帰る必要のある農民で構成されており、待つことにうんざりし、主張を通すためクヌーズの弟オーロフ（後のデンマーク王オーロフ1世)を選出した。このことは、クヌーズの疑いを引き起こし、クヌーズはオーロフを逮捕してフランドルに送った。最終的に軍は解散し、農民は収穫に従事した。

### 死

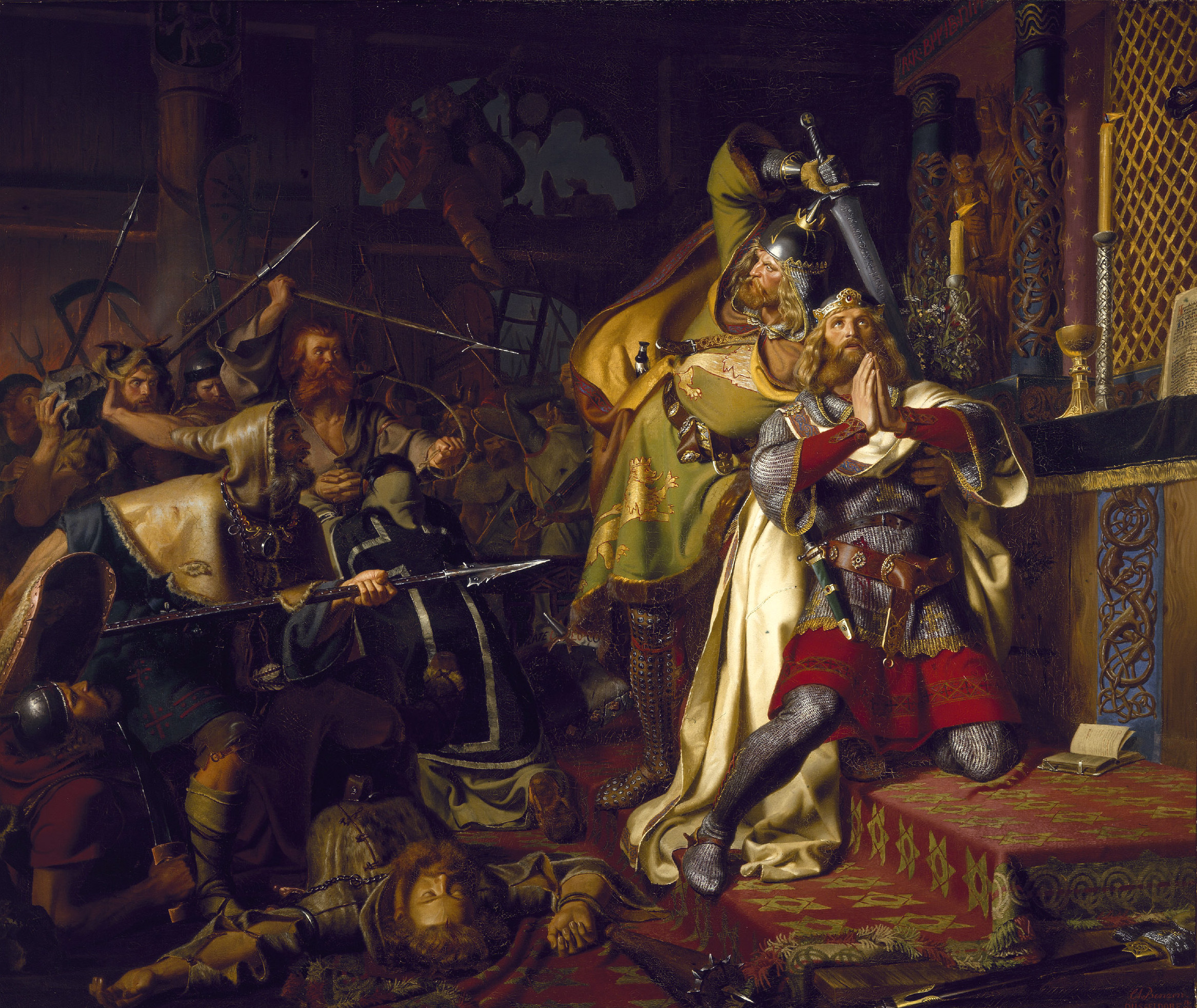
「クヌーズ聖王の殺害」（クリスチャン・アルブレヒト・フォン・ベンゾン画、1843年）

艦隊が再び編成される前に、1086年初めにクヌーズが滞在していたヴェンシュセルで農民の反乱が勃発した。1086年7月10日、クヌーズと部下はオーデンセにある木造の聖アルバン修道院に避難した。反乱軍は教会に乱入し、祭壇の前でクヌーズと弟のベネディクト、17人の従者を殺害した。歴史家カンタベリーのエルノスによると、クヌーズは槍で脇腹を突き刺され死亡したという。デンマーク王位は弟オーロフがオーロフ1世として継承した。

## 列聖
殉教と教会を庇護したことにより、クヌーズはすぐに聖人と見なされるようになった。オーロフの治世下、デンマークは不作に苦しんだが、これはクヌーズの犠牲的な殺害に対する神の報復と見なされた。奇跡がクヌーズの墓で起こったとすぐに報告され、クヌーズの列聖はオーロフの治世中にすでに求められていた。
1101年4月19日、デンマーク王エーリク1世から派遣された使節の説得により、教皇パスカリス2世は「クヌーズ崇拝」が起きていることを確認し、クヌーズ4世は列聖された。クヌーズは列聖された最初のデンマーク人となった。7月10日は、カトリック教会によってクヌーズの祝日として認められた。しかしスウェーデンとフィンランドでは、クヌーズ4世は歴史的に実際には甥のクヌーズ・レーヴァートの死の記念日である聖クヌーズの日（1月13日）と部分的に関連づけられている。
1300年、クヌーズ4世と弟ベネディクトの遺体は聖クヌーズ大聖堂に埋葬され、現在クヌーズの遺体は同大聖堂で公開されている。

## 遺産
クヌーズの治世は、臣下を圧政した暴力的な王から、ローマ・カトリック教会を献身的に支持し、自身のことを顧みずに正義のために戦った厳格だが公正な支配者まで、時代によって異なった解釈がなされてきた。クヌーズはデンマークで人気のある聖人ではなかったが、その聖人としての地位はデンマークの君主制に王権神授説の雰囲気を与えた。クヌーズを殺害した反乱の原因は不明であるが、『Chronicon Roskildense（ロスキレ年代記）』に明記されているように、1085年の軍役に従わなかった農民に課せられた罰金が原因であると推測されている。
ルンド大聖堂へのクヌーズの寄進の文書は、デンマークにおける最も古い包括的な文書であり、バイキング時代後のデンマーク社会に対する幅広い見識を提供している。この寄進は、父スヴェン2世の意向に従って、デンマークにルンド大司教区を創設することを目的としていた可能性があり、これは1104年に最終的に達成された。クヌーズの息子カールはシャルル1世として1119年から1127年までフランドル伯となったが、父と同様にシャルル1世も反逆者によって教会で殺害され（1127 年、ブルージュ）、後にカトリック教会によって列福された。
2008年、クヌーズのX線コンピューター断層撮影が行われ、右利きで細身の体型であることがわかった。また、死因を腹部から仙骨への刺し傷と特定し、エルノスの記述を否定した。クヌーズには複数の敵と戦ったことを示す怪我はなく、これはクヌーズが闘うことなく死に直面したという説明を裏付けていると見なすことができる。

## 大衆文化への影響
スペインの一部では、クヌーズの祝祭日はマリファナ合法化運動の「休日」になっていると伝えられており、偶然にもマリファナタバコを表す単語でもある、クヌーズのスペイン語名Canutoで呼ばれている。